# 76

## Події
- Консули Риму: Веспасіан і його син Тит. Другий син Веспасіана — Доміціан стає консул — суфектом.
- Анакліт стає третім Папою Римським

## Народились
- Публій Елій Траян Адріан — майбутній імператор Римської імперії.

## Померли
- Асконій Педіан — відомий давньоримський граматик та коментатор.
- Ніканор — апостол від 70-ти.